# Ismail Ahmed Ismail
Ismail Ahmed Ismail (Khartoum, Sudan, 10. rujna 1984.) je sudanski srednjeprugaš. Ismail je pripadnik etničke skupine Fur iz zapadnog Sudana.
2003. godine bio je prvak Afro-azijskih igara u utrci na 800 metara. Sudjelovao je na Olimpijadama 2004. u Ateni i 2008. u Pekingu. Na Olimpijskim igrama u Pekingu je osvojio srebro u utrci na 800 metara. Time je postao prvi Sudanac u povijesti koji je osvojio olimpijsku medalju. U domovini ima status nacionalnog heroja.
Atletičarevo najbolje vrijeme na 800 metara je 1:43.82 (postignuto 2009.) dok mu je najbolje istrčano vrijeme na 1.500 m 3:41.97 (postignuto 2005.).

## Olimpijske igre

### OI 2008.
| RANG | ATLETIČAR           | Vrijeme |
| ---- | ------------------- | ------- |
|      | Wilfred Bungei      | 1:44.65 |
|      | Ismail Ahmed Ismail | 1:44.70 |
|      | Alfred Kirwa Yego   | 1:44.82 |
| 4.   | Gary Reed           | 1:44.94 |
| 5.   | Yusuf Saad Kamel    | 1:44.95 |
| 6.   | Yeimer López        | 1:45.88 |
| 7.   | Nabil Madi          | 1:45.96 |
| 8.   | Nadjim Manseur      | 1:47.19 |

## Vanjske poveznice
- Profil atletičara na IAAF-org